# Joseph Marko
Joseph Marko (* 2. April 1955 in Wagna/Leibnitz) ist ein österreichischer Rechtswissenschaftler und Politikwissenschaftler.

## Ausbildung und Werdegang
Marko studierte Rechtswissenschaften und Übersetzen/Dolmetschen an der Karl-Franzens-Universität Graz und schloss als Dr. iur. sowie als M.A. in Englisch ab. Seit 1974 ist er Mitglied der katholischen Studentenverbindung KÖHV Carolina Graz im ÖCV. Nach einem Postgraduate-Studium an der Universität München in den Bereichen Politikwissenschaften und Soziologie kam er nach Graz zurück, wurde Universitätsassistent und Assistenzprofessor und habilitierte sich im Jahr 1994. Im Jahr 1995 erhielt er den Kardinal-Innitzer-Förderungspreis für Rechts- und Staatswissenschaften. Er besitzt eine venia docendi für „Allgemeine Staatslehre, Österreichisches und Vergleichendes Verfassungsrecht sowie Politikwissenschaft“. Seit 2006 ist Marko ordentlicher Universitätsprofessor am Institut für Österreichisches, Europäisches und Vergleichendes Öffentliches Recht, Politikwissenschaft und Verwaltungslehre an der Karl-Franzens-Universität Graz. Marko hat in der Vergangenheit außerdem oftmals als Gastprofessor an verschiedenen Universitäten weltweit gelehrt. 2008 gründete er das interdisziplinäre Kompetenzzentrum Südosteuropa (heute Zentrum für Südosteuropastudien) an der Universität Graz.
Zudem ist Marko Leiter des EURAC-Institutes für Minderheitenrecht in Bozen/Bolzano in Südtirol.
Von 2011 bis 2016 übte Marko das Amt des Dekans der Rechtswissenschaftlichen Fakultät aus.

## Sonstige Funktionen
- 1997 bis 2002 Internationaler Richter am Verfassungsgericht von Bosnien-Herzegowina, ernannt vom Präsidenten des Europäischen Gerichtshofs für Menschenrechte
- 1998–2002 und 2006–2008 Mitglied des Beratenden Ausschusses des Ministerkomitees des Europarates nach der Rahmenkonvention zum Schutz nationaler Minderheiten
- 2007 Politischer Berater des Hohen Repräsentanten und des EU-Sonderbeauftragten für Bosnien-Herzegowina, Dr. Christian Schwarz-Schilling, beauftragt durch die Österreichische Bundesregierung
- Seit 2016 Legal Consultant of the Special Advisor to the UN Secretary General on Cyprus
- 2017 Collaboration with the High Commissioner on National Minorities in the Graz Recommendations on Access to Justice and National Minorities
- Ab 2008 war er Mitglied des Universitätsrates der Medizinischen Universität Graz

| Personendaten    | Personendaten                                                     |
| ---------------- | ----------------------------------------------------------------- |
| NAME             | Marko, Joseph                                                     |
| KURZBESCHREIBUNG | österreichischer Rechtswissenschaftler und Politikwissenschaftler |
| GEBURTSDATUM     | 2. April 1955                                                     |
| GEBURTSORT       | Wagna, Leibnitz                                                   |